# Rapolas Skipitis

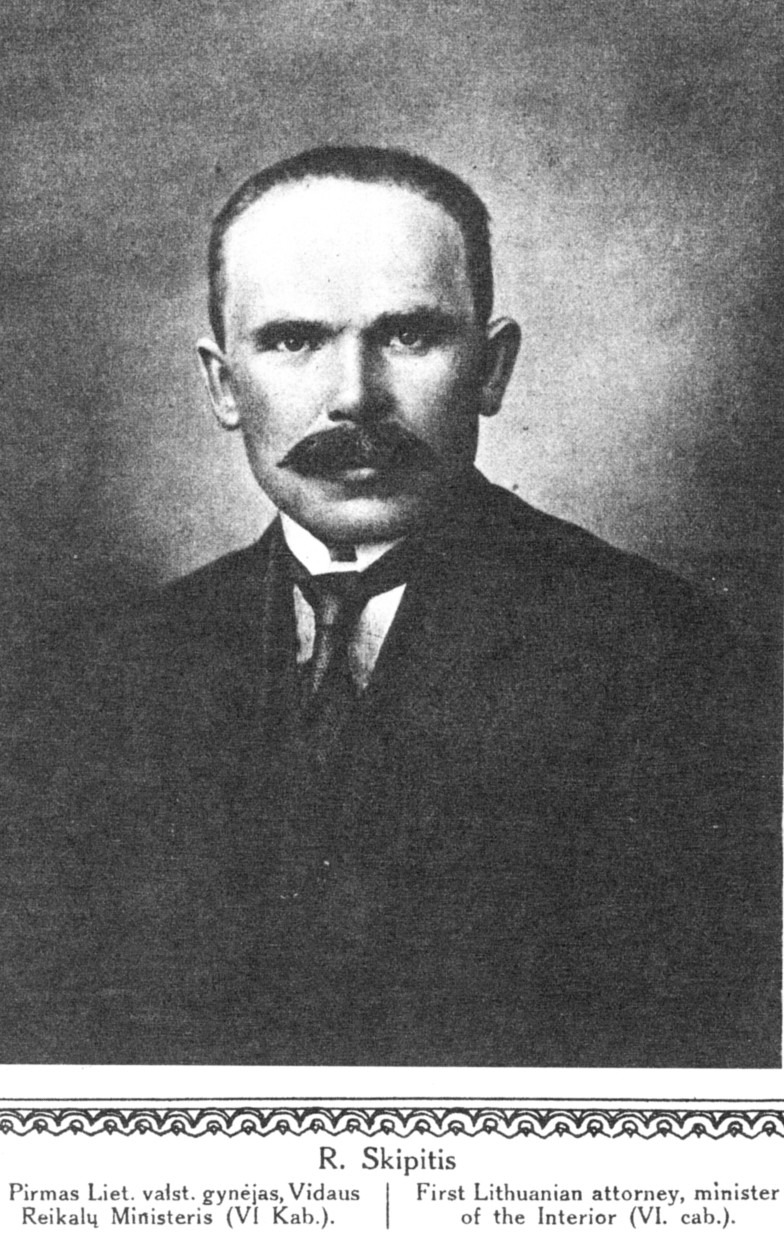
Rapolas Skipitis

Rapolas Skipitis (* 31. Januar 1887 in Baukai bei Daujėnai, Rajongemeinde Pasvalys; † 23. Februar 1976 in Chicago, Vereinigte Staaten) war ein litauischer Jurist, Rechtsanwalt und Politiker.

## Leben
Er lernte am Julius-Janonis-Gymnasium Šiauliai. Von 1909 bis 1910 studierte er Medizin. 1916 absolvierte er das Studium der Rechtswissenschaft an der Universität Moskau. Von 1917 bis 1918 war er Mitglied des Obersten litauischen Rats in Russland und wurde später als Gesandter nach Ukraine geschickt. 1918 wurde er Friedensrichter für Šiauliai und von 1919 bis 1920 in Kaunas, von 1919 bis 1920 war er Staatsanwalt am Bezirksgericht Kaunas, von 1920 bis 1922 Innenminister Litauens. Von 1922 bis 1940 war er vereidigter Rechtsanwalt und von 1932 bis 1940 war Mitglied des Anwaltsrats. 1926 war er Mitglied im 3. Seimas (Partei Ūkininkų partija).

## Bibliografie
- Nepriklausomą Lietuvą statant, atsiminimai, 1961
- Nepriklausoma Lietuva, atsiminimai, 1967

## Quelle
1. ↑  Žurnalistikos enciklopedija: Rapolas Skipitis, S. 452

| Personendaten    | Personendaten                    |
| ---------------- | -------------------------------- |
| NAME             | Skipitis, Rapolas                |
| KURZBESCHREIBUNG | litauischer Jurist und Politiker |
| GEBURTSDATUM     | 31. Januar 1887                  |
| GEBURTSORT       | Baukai bei Daujėnai, Litauen     |
| STERBEDATUM      | 23. Februar 1976                 |
| STERBEORT        | Chicago, Vereinigte Staaten      |